# Gerhard Schiedlausky
Gerhard Schiedlausky (* 14. Januar 1906 in Berlin; † 3. Mai 1947 in Hameln) war ein deutscher Arzt und zuletzt SS-Hauptsturmführer.

## Leben
Gerhard Schiedlausky studierte Medizin in Berlin und Innsbruck und bestand 1931 in Berlin sein Staatsexamen.
Der NSDAP gehörte er seit dem 1. September 1931 an (Mitgliedsnummer 617.194). SS-Mitglied war er zunächst von Dezember 1932 bis Juli 1933 sowie erneut seit 1936 (SS-Nr. 213.323). In der Zwischenzeit war er von 1933 bis 1934 als Medizinal-Assessor bei der Polizei, dies machte den Austritt aus der SS erforderlich. Bis 1939 praktizierte Schiedlausky als Arzt außerhalb der SS.
Im Oktober 1939 wurde er im Dienstgrad eines SS-Unterscharführers in die Waffen-SS einberufen und zur Einwanderer-Zentrale Posen geschickt. Diese beschäftigte sich mit der Umsiedlung Deutscher aus den baltischen Ländern. Im Januar 1941, inzwischen mit dem Dienstgrad eines SS-Untersturmführers, erhielt Schiedlausky in Hamburg-Langenhorn bei der SS-Verfügungstruppe „Germania“ in einem dreimonatigen Ärztelehrgang eine militärische Ausbildung.
Nach dieser Ausbildung wurde er über das SS-Sanitäts-Ersatzbataillon in verschiedene Konzentrationslager (KZ Dachau, KZ Oranienburg, KZ Mauthausen, KZ Flossenbürg) versetzt. Am 18. Dezember 1941 kam er nach Berlin und wurde von dort als SS-Standortarzt ins Frauen-KZ Ravensbrück abkommandiert, wo er bis zum August 1943 blieb. Er sagte aus, dass er dort Walter Sonntag als Standortarzt abgelöst habe, weil dieser durch seine Liebesbeziehung zu seiner späteren Frau, der Lagerärztin Gerda Weyand, offizielles Missfallen erregt habe. In Ravensbrück waren ihm Rolf Rosenthal, Herta Oberheuser, Richard Trommer und Percival Treite als Lagerärzte unterstellt. Sein unmittelbarer Vorgesetzter war Enno Lolling. Danach arbeitete Schiedlausky für zwei Monate im KZ Natzweiler-Struthof und ab Oktober 1943 bis zur Befreiung im KZ Buchenwald, zuletzt im Rang eines Hauptsturmführers.
Schiedlausky sei nach eigenen Angaben in den KZ-Dienst eingetreten, weil ihm damals versprochen worden sei, dass sein Dienst dort nur ein halbes Jahr dauern werde und als Vorbereitung für den ärztlichen Dienst an der Front dienen solle, wohin er immer gewollt habe (vgl. Percival Treite). Nach Ablauf des halben Jahres sei ihm aber erklärt worden, „es ist nicht angängig, als älterer Arzt an der Front unter einem jüngeren Arzt Dienst zu tun“, so sei er im KZ-Dienst geblieben.
Im ersten der sieben Ravensbrück-Prozesse sagten Zeuginnen übereinstimmend aus, dass er die Frauen bei sogenannten Untersuchungen misshandelte und beschimpfte. Schiedlausky sei es auch gewesen, der die für die Experimente notwendigen Häftlinge beim Lagerkommandanten anforderte. Er selbst wies dies von sich und erklärte vor Gericht, dass er lediglich an Operationen teilgenommen habe, nicht aber an Selektionen oder Experimenten.
Schiedlausky wurde am 3. Februar 1947 in Hamburg zum Tode verurteilt. Unter anderen stellten seine Mutter und seine Ehefrau Gnadengesuche mit der Begründung, er sei ein guter Arzt gewesen und könne daher die ihm vorgeworfenen Taten nicht begangen haben. Die Gesuche wurden verworfen und Schiedlausky nach Bestätigung des Urteils am 31. März 1947 nach Hameln verlegt, wo er am 3. Mai 1947 um 9.37 Uhr durch Hängen hingerichtet wurde.

## Seine Verbrechen
- Knochen-, Muskel- und Nerven-Regenerierungsversuche an gesunden Menschen[1][2]
- Sulfonamid-Versuche: Opfer werden mit Bakterien (Streptokokken, Gasbrand, Tetanus) infiziert[2]
- „Klinische Versuche“[3]